# Transistor unijunció

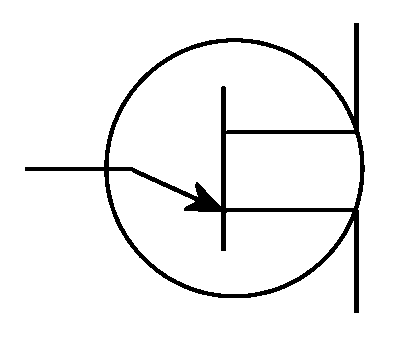
Indicador d'UJT.

El transistor unijunció (en anglès UJT: UniJuntion Transistor) és un tipus de tiristor que conté dues zones semiconductores.
Té tres terminals anomenats emissor (E), base un (B1) i base dos (B2). Està format per una barra semiconductora tipus N, entre els terminals B1-B2, en què es difon una regió tipus P+, l'emissor, en algun punt al llarg de la barra, el que determina el valor del paràmetre η, Standoff ràtio, conegut com a raó de resistències o factor intrínsec.
Quan el voltatge Veb1 sobrepassa un valor vp de ruptura, el UJT presenta un fenomen de modulació de resistència que, en augmentar el corrent que passa pel dispositiu, la resistència d'aquesta baixa i per això, també baixa el voltatge en el dispositiu, aquesta regió es diu regió de resistència negativa, aquest és un procés reiteratiu, de manera que aquesta regió no és estable, cosa que el fa excel·lent per commutar, per circuits de tir de tiristors i en oscil·ladors de relaxació.